# Chen Yunxia
Chen Yunxia (chinesisch 陈云霞; * 5. Dezember 1995 in Tongliao) ist eine chinesische Ruderin und Olympiasiegerin.

## Sportliche Karriere
Chen Yunxia erreichte mit dem chinesischen Doppelvierer 2018 den vierten Platz beim Weltcup in Belgrad. Bei den Weltmeisterschaften in Plowdiw trat sie zusammen mit Jiang Yan im Doppelzweier an und belegte den neunten Platz. Zum Abschluss der Saison gewann sie die Goldmedaille bei den Asienspielen im Einer. Zum Weltcup-Auftakt 2019 traten in Plowdiw nur zwei Doppelvierer an. Die Chinesinnen Chen Yunxia, Zhang Ling, Lyu Yang und Cui Xiaotong siegten mit anderthalb Sekunden Vorsprung vor den Niederländerinnen. Bei der zweiten Weltcup-Regatta in Posen waren fünf Boote am Start, die Chinesinnen gewannen vor den Polinnen und den Deutschen. Bei den Weltmeisterschaften in Linz-Ottensheim siegten die Chinesinnen vor den Polinnen und den Niederländerinnen, die Deutschen belegten den vierten Platz. 2021 siegten die Chinesinnen in der zweiten Weltcupregatta in Luzern. Bei den Olympischen Spielen in Tokio gewannen die Chinesinnen das Finale mit über sechs Sekunden Vorsprung auf die Polinnen.
Wegen der COVID-19-Pandemie fanden nach 2019 erst 2022 wieder Weltmeisterschaften statt. Bei den Weltmeisterschaften in Račice u Štětí siegten die Chinesinnen mit einer Sekunde Vorsprung auf die Niederländerinnen. Bei den 2023 ausgetragenen Asienspielen 2022 in Hangzhou gewannen sie ebenfalls die Goldmedaille. Unmittelbar vor den Asienspielen war der chinesische Doppelvierer bei den Weltmeisterschaften in Belgrad Dritter geworden. 2024 belegten Chen Yunxia, Zhang Ling, Lyu Yang und Cui Xiaotong den sechsten Platz bei den Olympischen Spielen in Paris.